# Huevo de la constelación
El huevo de la constelación es uno de los dos huevos de Pascua diseñados bajo la supervisión de Peter Carl Fabergé en 1917, para el último zar de Rusia, Nicolás II, como regalo de Pascua para su esposa, la zarina Alejandra Fiodorovna. Fue el último huevo imperial Fabergé diseñado. Quedó sin terminar.

## Descripción
En un documento de 1917 se lo menciona. Está hecho de vidrio azul con una base de cristal de roca, el signo zodiacal Leo está grabado en el vidrio al ser el heredero al trono ruso, Alexei Nikolaevich, zarevich de Rusia, Leo. Hay estrellas que están marcadas con diamantes, y hay un mecanismo de relojería dentro del huevo pues debería tener una esfera giratoria exterior en forma de disco, si se hubiera terminado.

## Historia

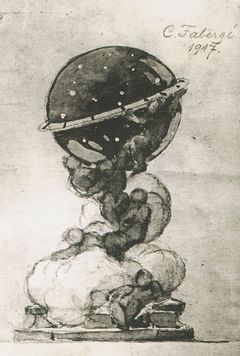
Plano de 1917, boceto del Huevo de la Constelación.

Fue diseñado bajo la supervisión de Peter Carl Fabergé en 1917, para el último zar de Rusia, Nicolás. Debido al estallido de la Revolución Rusa, nunca fue terminado ni presentado a la esposa del zar, la zarina Alejandra Feodorovna. Fue el último huevo imperial Fabergé diseñado, y quedó sin terminar.
Supuestamente, antes de huir al extranjero en 1925, el hijo de Carl Faberge, Agathon, entregó a A.E. Fersman una serie de productos de su empresa, incluida una composición desmontada en dos mitades de un huevo azul y un soporte en forma de nube translúcida.
En 2001, se descubrió un objeto similar en el Museo Mineralógico Fersman de Moscú, y los expertos creían que se trataba del huevo inacabado de 1917 de Fabergé. Es un artículo inacabado sin los diamantes, la base y los putti de plata destinados a decorarlo. Su autenticidad está respaldada por numerosos estudios realizados por destacados expertos rusos.
El coleccionista de arte ruso Alexander Ivanov afirma que posee el huevo original (y terminado). En 2003-2004 dijo que adquirió este huevo a fines de la década de 1990 y afirmó que «el Museo Fersman continúa afirmando erróneamente que tiene el huevo original». Los expertos de Fabergé no se ponen de acuerdo y piensan que su huevo es el original. Sin embargo, el huevo de Ivanov se encuentra en el Museo Fabergé de Baden-Baden, que alberga parte de su colección Fabergé.